# Andreu Valor

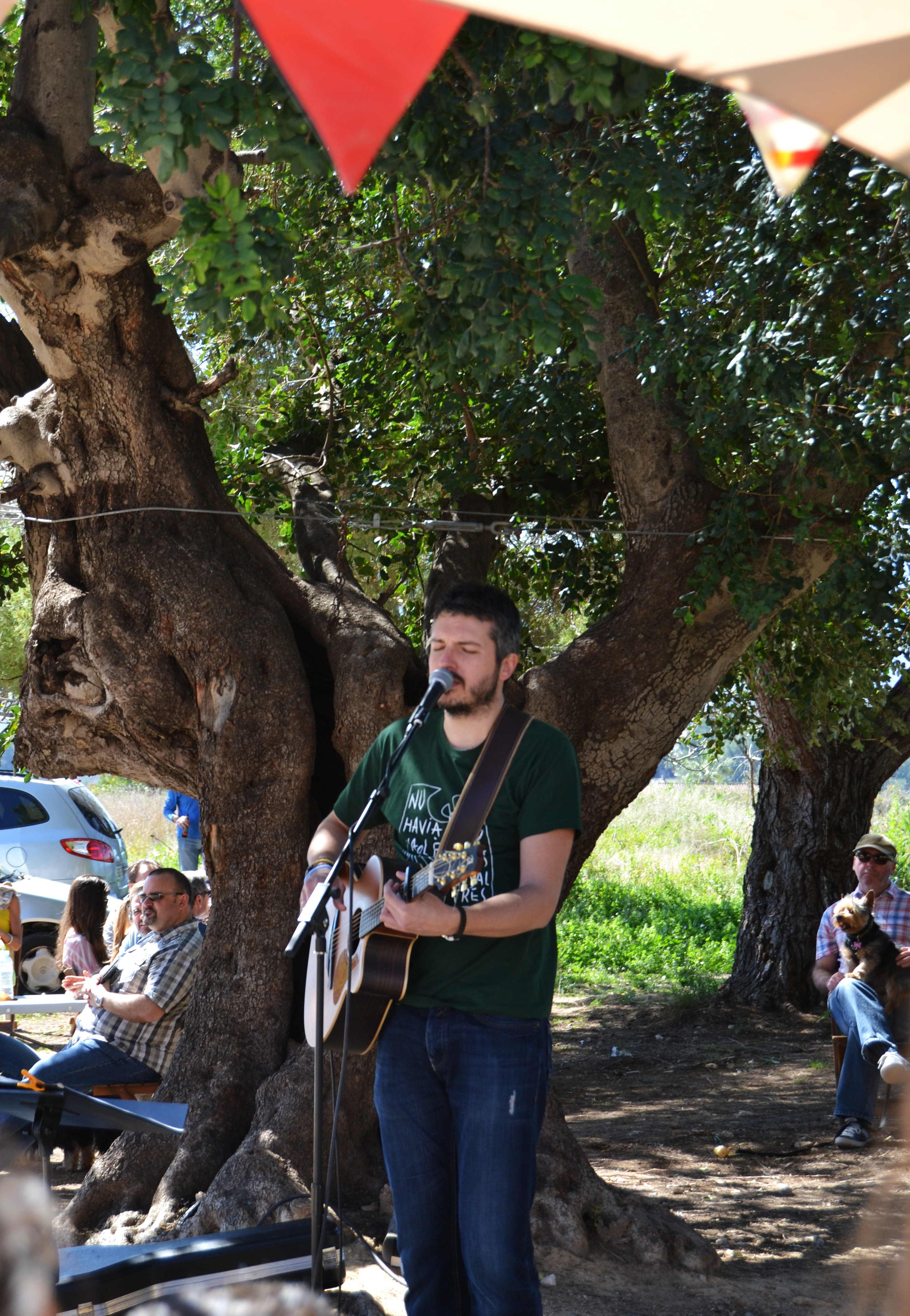
Andreu Valor durante un concierto en 2015.

Andreu Valor (Cocentaina, Alicante, 1978) es un cantautor español que forma parte de la escena de la canción valenciana en valenciano.

## Biografía
En 2000 creó su primer grupo junto a otros compañeros. Con él se inició en el mundo de la música a lo largo de ocho años. En 2008 decidió trabajar en solitario tras la disolución del grupo y empezó a componer y presentar en pequeños conciertos sus propios temas, caracterizados por reflejar la actualidad y con un comentario social.
En 2010 edita con la discográfica Mésdemil su primer álbum, En les nostres mans. Tras la buena acogida del primer disco, publicó un segundo trabajo discográfico en solitario en 2012, A l'ombra de l'obscuritat, un disco inspirado en sus actuaciones en el escenario.
En 2013, Andreu Valor edita un tercer disco, Malgrat la pluja, en colaboración con el guitarrista Eduardo «Tata» Bates, con canciones basadas en la temática social. En 2015 presentó un nuevo trabajo, Coinspiracions, junto a Joan Amèric.
En 2016 publicó el disco Bandautòrium, en colaboración con la banda Santa Cecilia de Olleria; el título del disco fue también el nombre de la gira que recorrió Cataluña y la Comunidad Valenciana, en escenarios como el Auditori de Barcelona o el Palacio de la Música, la plaza de toros y el Teatre Principal de Valencia, o el Teatre Principal de Castellón. Dos años más tarde, en 2018, editó Poemitza't. El recopilatorio de su labor durante estos años lleva el título de Un concert de 10 anys (2018).

## Discografía
- 2010: En les nostres mans. (MésdeMil)
- 2012: A l'ombra de l'obscuritat. (MésdeMil)
- 2013: Malgrat la pluja. (MésdeMil)
- 2015: Co(i)nspiracions, con Joan Amèric.[8][9] (Mésdemil )
- 2016: Bandautòrium
- 2018: Un concert de 10 anys
- 2018: Poemitza't

## Reconocimientos
- Finalista al concurso “Arrock Al Forn 2009” en Ollería (Valencia)
- Finalista al concurso “Cantautors de Mataró 2010” en Mataró (Barcelona)
- Finalista al concurso “Cántigas de Mayo 2010” en Ceutí (Murcia)
- Nominado a los premios Ovidi Montllor al mejor disco de canción de autor 2010.
- Nominado a los premios Enderrock a la apartado canción de autor 2011.
- Nominado a los premios Ovidi Montllor al mejor disco de canción de autor 2012.
- Mejor canción en catalán por el tema "Mentre sol autogestione el meu plaer" al certamen "Cantautors d'Elx 2013".